# Ernst Kintzinger

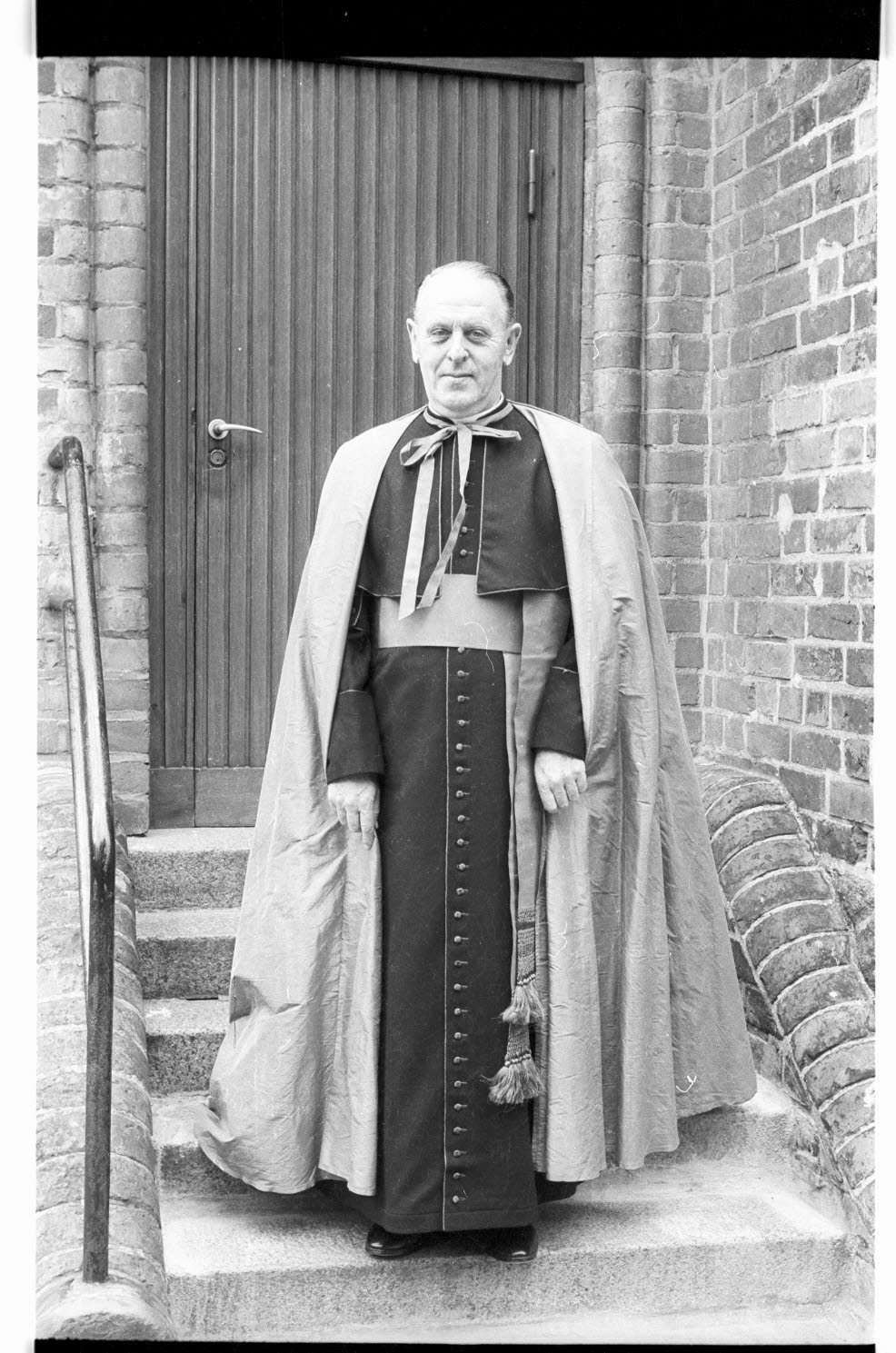
Ernst Kintzinger, 1966

Ernst Kintzinger (* 24. Januar 1901 in Metz; † 20. Dezember 1977) war ein deutscher katholischer Priester und Politiker. Er gehörte für einige Monate dem Schleswig-Holsteinischen Landtag an.

## Leben und Beruf
Kintzinger war als Priester an der Kirche St. Heinrich in Kiel tätig. Danker und Lehmann-Himmel charakterisieren ihn in ihrer Studie über das Verhalten und die Einstellungen der Schleswig-Holsteinischen Landtagsabgeordneten und Regierungsmitglieder der Nachkriegszeit in der NS-Zeit als inneren Emigranten und „angepasst ambivalent“.
Von Juli 1959 bis zu seinem Ruhestand 1966 war Kintzinger als Landesdechant Beauftragter des Bischofs von Osnabrück bei der Landesregierung von Schleswig-Holstein und vertrat so die Interessen des katholischen Bevölkerungsteils gegenüber der Landesregierung. Sein Nachfolger wurde Josef von de Berg.

## Abgeordneter
Er gehörte dem Landtag Schleswig-Holstein in dessen erster Ernennungsperiode (1946) an, wo er sich als Hospitant der CDU-Fraktion anschloss. Bereits am 2. September 1946 legte er sein Mandat nieder.